# Globinska ekologija
Globinska ekologija je sodobna ekološka filozofija (ekozofija), ki obravnava človeštvo kot bistven del okolja. Filozofija poudarja enako vrednost človeškega in nečloveškega življenja, kakor tudi pomen ekosistema in naravnih procesov. Zagotavlja temelj  za okoljska in zelena gibanja in vodi v nov sistem okoljske etike.
Temeljno načelo globinske ekologije je trditev, da ima življenjsko okolje kot celota, tako kot človeštvo, enako pravico trajati in uspevati.  Globinska ekologija se opisuje kot »globinska«  zato, ker vztraja  v postavljanju bolj globokih vprašanj, ki se nanašajo na »zakaj« in »kako« . Na ta način se ukvarja s temeljnimi filozofskimi vprašanji glede vpliva človeškega življenja kot ene strani ekopodročja, raje kot pa da se ukvarja z ozkim pogledom na ekologijo kot vejo biološke znanosti. Globinska ekologija tudi cilja izogniti se skorajda antropocentričnemu ekologizmu, ki se ukvarja z ohranjanjem okolja samo zaradi izkoriščanja za ali s strani človeških namenov, ki izključujejo temeljno filozofijo globinske ekologije. Globinska ekologija išče bolj celovit pogled na svet v katerem živimo in išče  možnost prilagoditi življenju razumevanje, da ločeni deli ekosistema ( vključno z ljudmi ), delujejo kot celota.

## Zgodovina
Leta 1972 je norveški filozof Arne Naess na tretji svetovni konferenci v Bukarešti, predstavil dokument, ki je v začetku razlikoval med površinsko in globinsko ekologijo. Naslednje leto, je Naess objavil: » Površinska in globinska, dolgoročna ekološka gibanja«, v katerem je svetu predstavil svojo filozofijo.
Naess je trdil, da obstajajta dve vrsti ekološkega gibanja, ki tekmujeta za našo pozornost. Prvo gibanje se ukvarja z onesnaževanjem, izkoriščanjem bogastva in z uporabnostjo Zemlje za ljudi (antropocentrizem). Drugo gibanje pa se ukvarja z različnostjo, bogastvom in resnično vrednostjo celotne Zemlje. To je »Globinsko ekološko gibanje«.
Naess in ostali so leta in leta  po celem svetu razlagali in gradili Globinsko ekološko gibanje. Leta 1984, sta Naess in Georgo Sessions med taborjenjem v Dolini smrti, zasnovala  osem vodilnih načel Globinskega ekološkega gibanja. Ta načela so bila mišljena kot izhodišče za razpravo in akcijo, vezano na zadeve, ki se tičejo globinske ekologije. Vsi, ki se na splošno strinjajo z načeli, bodo videli vplive teh načel v svojih vsakdanjih življenjih.

## Osem načel globinske ekologije
Temelječih na načelih filozofov in eokologov Arneta Naessa in Georgea Sessionsa:
1. Blagostanje in cvetenje človeškega in nečloveškega življenja na Zemlji imata vrednost v njih samih. Ta vrednost je neodvisna od uporabe nečloveškega sveta za namen človeškega sveta.
2. Bogastvo in raznolikost življenjskih oblik prispeva k realizaciji vrednosti,  hkrati pa  so to tudi vrednosti v njih samih.
3. Ljudje nimajo nobene pravice zmanjšati to bogastvo in raznolikost, razen takrat, ko zadovoljujejo nujne potrebe.
4. Cvetenje človeškega življenja in kultur je združljivo z znatnim zmanjšanjem prebivalstva.
5. Sedanje človekovo vmešavanje v nečloveški svet je čezmerno, situacija pa se hitro poslabšuje.
6. Ta dominantna družbeno-politična situacija se mora zatorej končati. To bo vplivalo na ekonomske, tehnološke in ideološke strukture.
7. Ideološka sprememba se bo nanašala predvsem na cenjenje kvalitete, bolj kot na naraščujoči višji standard življenja.
8. Tisti, ki se podpišejo pod obravnavane točke, se obvežejo direktno ali posredno sodelovati v poskusu implementirati potrebne spremembe.